# Tyler Nicholson
Tyler Nicholson (North Bay, 3 de agosto de 1995) es un deportista canadiense que compitió en snowboard, especialista en la prueba de slopestyle.
Consiguió una medalla de plata en los X Games de Invierno Aspen 2017, en la prueba de slopestyle.
Participó en los Juegos Olímpicos de Pyeongchang 2018, ocupando el séptimo lugar en la misma prueba.

## Medallero internacional
| \| X Games de Invierno \| X Games de Invierno \| X Games de Invierno \| X Games de Invierno \| \| Año \| Lugar \| Medalla \| Prueba \| \| ------------------- \| ---------------------- \| ------------------- \| ------------------- \| \| 2017 \| Aspen (Estados Unidos) \| Medalla de plata \| Slopestyle \| |                        |                  |            |
| X Games de Invierno |                        |                  |            |
| Año | Lugar                  | Medalla          | Prueba     |
| 2017 | Aspen (Estados Unidos) | Medalla de plata | Slopestyle |